# Ni Cephei
Ni Cephei (ν Cep / 10 Cephei / HD 207260) es una estrella en la constelación de Cefeo de magnitud aparente +4,32. Ocasionalmente recibe el nombre de Cor Regis, en latín «Corazón del Rey». Se encuentra muy alejada del sistema solar; la medida de su paralaje la sitúa en torno a 5100 años luz de distancia, si bien el error inherente a este valor es del 75 %. Por otra parte, su movimiento indica que puede pertenecer a una asociación estelar OB conocida como Cepheus OB2, lo que la situaría a unos 2000 años luz.
Ni Cephei es una supergigante de tipo A2Iab; las supergigantes de tipo A son estrellas poco frecuentes, siendo Deneb (α Cygni) la más conocida. Al no conocerse con seguridad la distancia que nos separa de Ni Cephei, sus parámetros físicos son sólo aproximados. Si consideramos que está a 2000 años luz, tendría una luminosidad 22 000 veces mayor que el Sol y un radio 70 veces más grande que el de este; si estuviese a 2900 años luz, su luminosidad se aproximaría a 50 000 veces la luminosidad solar. Su temperatura efectiva es de 6620 K. Es una estrella muy masiva, con una masa entre 12 y 16 veces la masa solar, por lo que finalizará su vida con un núcleo de hierro y explotando como una supernova. Tiene una edad estimada de 15 millones de años.
Ni Cephei está catalogada como una variable pulsante, con una fluctuación en su brillo de 0,1 magnitudes.